# Juan de Echaide
Juan de Echaide (San Sebastián, 1577-San Sebastián, 1657) fue un marino español.

## Biografía
Nació en la ciudad guipuzcoana de San Sebastián en 1577. Desde joven, hizo viajes a la isla de Terranova, cuyo descubrimiento se le atribuyó durante largo tiempo. Ramón Seoane y Ferrer, sin embargo, demostraría que, si bien Echaide llegó a la isla y dio incluso el nombre a una bahía, otros marinos europeos habían arribado antes que él. Falleció en San Sebastián en 1657. En septiembre de 1866, el ayuntamiento de su ciudad natal decidió honrarle dándole su nombre a una calle.